# Pelourinho de Vila Nova da Baronia
O Pelourinho de Vila Nova da Baronia localiza-se na freguesia de Vila Nova da Baronia, no município de Alvito, distrito de Beja, em Portugal. Encontra-se classificado como Imóvel de Interesse Público desde 1933.

## Descrição e história
O monumento situa-se na Praça da República, em frente da Capela de Nossa Senhora da Conceição. É formado por uma coluna seccionada, que termina num vértice em espiral, ornamentado por esferas, rosetas e folhas estilizadas.
Foi instalado no século XVI, durante a época manuelina, estando originalmente situado no Largo General Teófilo da Trindade, em frente ao edifício dos antigos Paços do Concelho. É considerado como um testemunho do período em que Vila Nova da Baronia foi um município próprio, situação que se manteve até 1836, quando foi transformada numa freguesia do concelho de Alvito.
Foi classificado como Imóvel de Interesse Público pelo Decreto n.º 23:122, de 11 de Outubro de 1933.